# Gare de Parikkala
La gare de Parikkala  (en finnois : Parikkalan rautatieasema) est une gare ferroviaire des lignes de Kouvola à Joensuu et d'Huutokoski à Parikkala. Elle est située à Parikkala en Finlande.

## Histoire
À l'origine; la gare est au milieu de la ligne Elisenvaara–Savonlinna (fi). Le bâtiment est conçu par Bruno Granholm à deux kilomètres au nord de l'église de Parikkala, à proximité de la rive orientale du lac Simpelejärvi. Les mêmes plans ont été utilisés entre-autres pour la gare ferroviaire de Putikko.
Le bâtiment principal brûle en 1917. Un nouveau bâtiment est construit la même année selon les plans de Thure Hellström qui avaient été conçus pour les gares de Rantasalmi et de Joroinen.

## Service des voyageurs

### Desserte

Installations et desserte
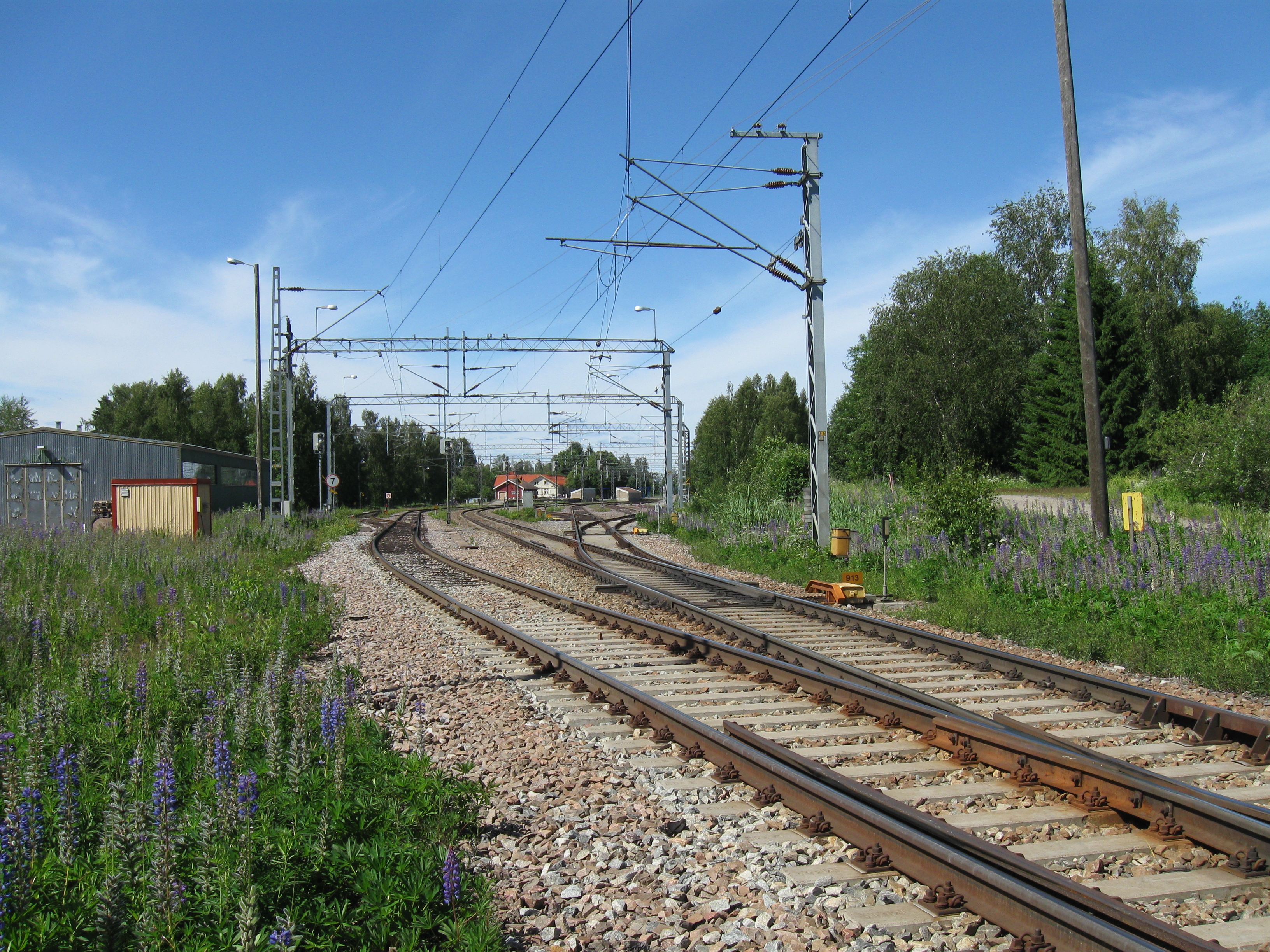
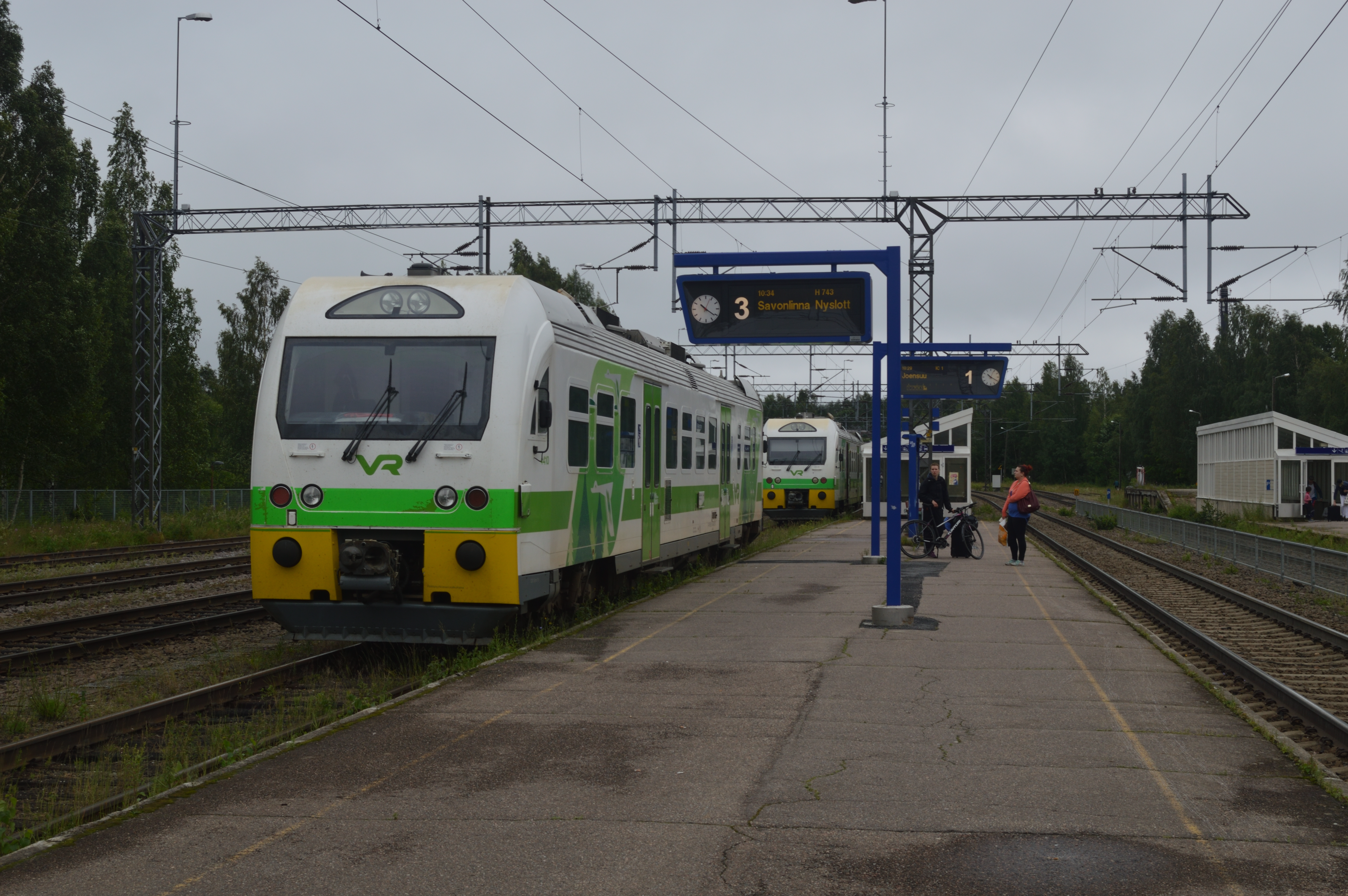